# MUSIC (algorisme)

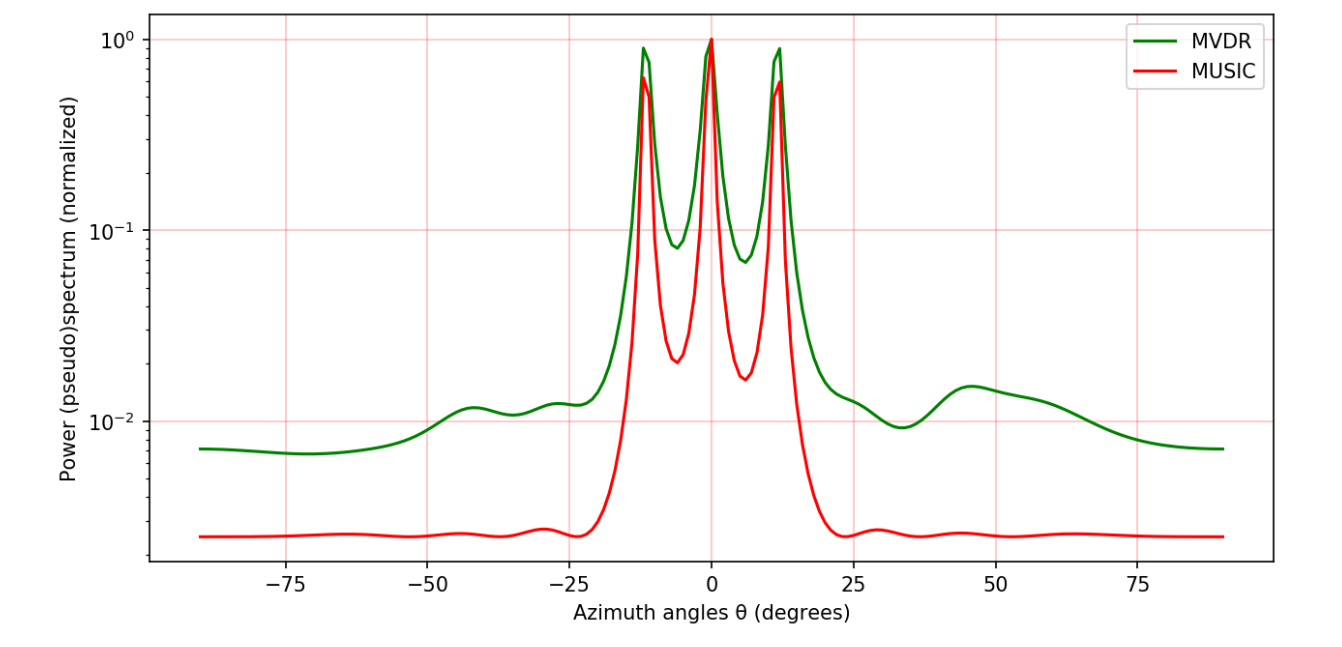
La radiogoniometria mitjançant l'algoritme MUSIC

MUSIC (MUltiple Signal Classification) és un algorisme utilitzat per a l'estimació de freqüència i la recerca de la direcció de la ràdio.

## Història
En molts problemes pràctics de processament de senyals, l'objectiu és estimar a partir de mesures un conjunt de paràmetres constants dels quals depenen els senyals rebuts. Hi ha hagut diverses aproximacions a aquests problemes, incloent l'anomenat mètode de màxima verosimilitud (ML) de Capon (1969) i el mètode d'entropia màxima (ME) de Burg. Tot i que sovint tenen èxit i s'utilitzen àmpliament, aquests mètodes tenen certes limitacions fonamentals (especialment el biaix i la sensibilitat en les estimacions de paràmetres), en gran part perquè utilitzen un model incorrecte (per exemple, AR en lloc d'ARMA especial) de les mesures.
Pisarenko (1973) va ser un dels primers a explotar l'estructura del model de dades, fent-ho en el context de l'estimació de paràmetres de sinusoides complexos en soroll additiu mitjançant un enfocament de covariància. Schmidt (1977), mentre treballava a Northrop Grumman i de manera independent Bienvenu i Kopp (1979) van ser els primers a explotar correctament el model de mesura en el cas de matrius de sensors de forma arbitrària. Schmidt, en particular, va aconseguir això derivant primer una solució geomètrica completa en absència de soroll, i després ampliant intel·ligentment els conceptes geomètrics per obtenir una solució aproximada raonable en presència de soroll. L'algoritme resultant es va anomenar MUSIC (Multiple Signal Classification) i ha estat àmpliament estudiat.
En una avaluació detallada basada en milers de simulacions, el Laboratori Lincoln de l'Institut Tecnològic de Massachusetts va concloure l'any 1998 que, entre els algorismes d'alta resolució actualment acceptats, MUSIC era el més prometedor i un dels principals candidats per a un estudi posterior i la implementació real del maquinari. No obstant això, tot i que els avantatges de rendiment de MUSIC són substancials, s'aconsegueixen amb un cost de càlcul (recerca per espai de paràmetres) i emmagatzematge (de dades de calibratge de matrius).

## Teoria
El mètode MUSIC suposa que un vector senyal, {\displaystyle \mathbf {x} }, consisteix en {\displaystyle p} exponencials complexes, les freqüències dels quals {\displaystyle \omega } es desconeixen, en presència de soroll blanc gaussià, {\displaystyle \mathbf {n} }, tal com dona el model lineal
{\displaystyle \mathbf {x} =\mathbf {A} \mathbf {s} +\mathbf {n} .}
Aquí {\displaystyle \mathbf {A} =[\mathbf {a} (\omega _{1}),\cdots ,\mathbf {a} (\omega _{p})]} és un {\displaystyle M\times p} Matriu de Vandermonde de vectors de direcció {\displaystyle \mathbf {a} (\omega )=[1,e^{j\omega },e^{j2\omega },\ldots ,e^{j(M-1)\omega }]^{T}} i {\displaystyle \mathbf {s} =[s_{1},\ldots ,s_{p}]^{T}} és el vector d'amplitud. Una hipòtesi crucial és que el nombre de fonts, {\displaystyle p}, és menor que el nombre d'elements del vector de mesura, {\displaystyle M}, és a dir {\displaystyle p<M}.
El {\displaystyle M\times M} matriu d'autocorrelació de {\displaystyle \mathbf {x} } llavors es dona per
{\displaystyle \mathbf {R} _{x}=\mathbf {A} \mathbf {R} _{s}\mathbf {A} ^{H}+\sigma ^{2}\mathbf {I} ,}
on {\displaystyle \sigma ^{2}} és la variància del soroll, {\displaystyle \mathbf {I} } és {\displaystyle M\times M} matriu d'identitat, i {\displaystyle \mathbf {R} _{s}} és el {\displaystyle p\times p} matriu d'autocorrelació de {\displaystyle \mathbf {s} } .
La matriu d'autocorrelació {\displaystyle \mathbf {R} _{x}} s'estima tradicionalment mitjançant la matriu de correlació mostral
{\displaystyle {\widehat {\mathbf {R} }}_{x}={\frac {1}{N}}\mathbf {X} \mathbf {X} ^{H}}
on {\displaystyle N>M} és el nombre d'observacions vectorials i {\displaystyle \mathbf {X} =[\mathbf {x} _{1},\mathbf {x} _{2},\ldots ,\mathbf {x} _{N}]} . Donada l'estimació de {\displaystyle \mathbf {R} _{x}}, MUSIC estima el contingut de freqüència del senyal o matriu d'autocorrelació mitjançant un mètode d'espai propi.
MUSIC és una generalització del mètode de Pisarenko, i es redueix al mètode de Pisarenko quan {\displaystyle M=p+1}. En el mètode de Pisarenko, només s'utilitza un únic vector propi per formar el denominador de la funció d'estimació de freqüència; i el vector propi s'interpreta com un conjunt de coeficients autoregressius, els zeros dels quals es poden trobar analíticament o amb algorismes de cerca d'arrel polinomial. En canvi, MUSIC assumeix que s'han sumat diverses d'aquestes funcions, de manera que és possible que no hi hagi zeros. En canvi, hi ha mínims locals, que es poden localitzar cercant computacionalment la funció d'estimació de pics.

## Comparació amb altres mètodes
MUSIC supera els mètodes senzills, com ara la selecció de pics d'espectres DFT en presència de soroll, quan el nombre de components es coneix per endavant, perquè aprofita el coneixement d'aquest nombre per ignorar el soroll en el seu informe final.